# Distretto di Jalalkuduk
Il distretto di Jalalkuduk (usbeco Jalalquduq) è uno dei 14 distretti della Regione di Andijan, in Uzbekistan. Il capoluogo è Akhunbabaev.